# Felix de Luxe
 (février 2025).
Felix De Luxe était un groupe allemand de schlager originaire de Hambourg et mené par son chanteur Michy Reincke.
Il rencontrèrent le succès en 1984 avec le titre "Taxi nach Paris" (un taxi pour Paris).

## Discographie
- 1984
  - Album „Felix de Luxe“;
  - Single und Maxi „Noch lange nicht genug“ / „Taxi à Paris (Version Française)“;
  - Single „Taxi nach Paris“ / „Wunderschön“;
  - Single „Nächte übers Eis“ / „Eddie ist wieder da“
- 1985
  - Album „Die Tricks des Glücks“;
  - Single „Blonder Clown“ / „Im Kopf brennt noch Licht“;
  - Single „Rio am Telefon“ / „Nur für einen Moment“;
- 1987
  - Album „Männer wie wir“;
  - Single und Maxi „So weit so gut“ / „Hinein ins wilde pralle Leben“;
  - Single und Maxi „Blaue Wunder“ / „Es war einmal“;
  - Single und Maxi „Kleines Herz in Not“ / „Willkommen im Wunderland“;
- 1988
  - Single und Maxi „Männer wie wir“ / „Morgen“;
- 2000
  - CD „Das Beste von Felix de Luxe“.